# Зотов, Андрей Владимирович
Андрей Владимирович Зотов (род. 1 декабря 1978) — российский математик, специалист в области математической физики, доктор физико-математических наук.

## Биография
Окончил Московский физико-технический институт (МФТИ), Факультет общей и прикладной физики (1996—2002), и аспирантуру МФТИ (2002—2004).
Диссертации:
- 1 июня 2004 кандидатская «Классические интегрируемые системы и их теоретико-полевые обобщения», ИТЭФ, Москва;
- 2 июля 2013 г. докторская «Калибровочные симметрии, интегрируемые системы и изомонодромные деформации», ИТЭФ, Москва.

Научные интересы: математическая физика, интегрируемые системы.
С декабря 1998 по сентябрь 2013 г. научный сотрудник ФГБУ «Государственный Научный Центр Российской Федерации — Институт Теоретической и Экспериментальной Физики» (ФГБУ «ГНЦ РФ — ИТЭФ»).
С сентября 2013 г. ведущий научный сотрудник ФГБУ Математический институт им. В. А. Стеклова Российской академии наук.
Работа по совместительству:
- МФТИ, профессор, курс «Теория групп и представлений», ФОПФ, кафедра «Теоретическая астрофизика и квантовая теория поля» (2011—2017);
- ИТЭФ, Лаборатория математической физики (170), с.н.с.;
- НИУ ВШЭ, Международная лаборатория теории представлений и математической физики, н.с. (с 2014).

Полный список публикаций http://www.mi.ras.ru/index.php?c=pubs&id=20736&showmode=years&showall=show&l=0.